# 작두산성
작두산성은 충청북도 청주시 상당구에 있다. 2015년 4월 17일 청주시의 향토유적 제9호로 지정되었다.

## 개요
삼국시대 쌓은 산성으로 북성과 남성으로 구분된 특이한 성곽이다.